# Хауэлл, Дэвид
Дэвид Хауэлл (англ. David Howell; род. 14 ноября 1990, Истборн) — английский шахматист, гроссмейстер (2007). Трижды становился чемпионом Великобритании (в 2009, 2013 и 2014). Был самым юным гроссмейстером Великобритании: удостоился звания, выполнив шахматную норму на турнире Кубок Рилтона в Стокгольме в 2007 году в возрасте 16 лет. Предыдущий рекордсмен, Люк Макшейн, стал гроссмейстером, будучи старше на полгода. 15 августа 2024 года рекорд Хауэлла побил Шреяс Роял став гроссмейстером в возрасте 15 лет и 7 месяцев. В составе национальной сборной участник 3-х Олимпиад (2008—2012).

## Карьера
Играет в шахматы с пяти лет. Получил международную известность в августе 1999, став самым юным игроком, победившим международного гроссмейстера в официальном матче. В возрасте 8 лет  обыграл Джона Нанна в блице на интеллектуальной олимпиаде
В марте 2002, свёл вничью последнюю игру в матче из 4 игр с Владимиром Крамником, став самым молодым игроком, набравшим очки против действующего чемпиона мира в организованном матче. Событие вызвало ажиотаж в английских СМИ: были напечатаны статьи во всех национальных британских газетах, Хауэлл появился на каналах CBBC,    Никелодеон, в программе Channel 4 News.
Выполнил три шахматные нормы, необходимые для получения титула гроссмейстера между 2004 и 2007 на турнирах: командный турнир 4NCL в сезоне 2004/5, Международный турнир CCA-ICC 2005 года в Нью-Йорке и Кубок Рилтона в Стокгольме 2006/7.
Став гроссмейстером в 2007 году, Хауэлл принял участие в различных турнирах. Он поделил четвёртое место чемпионата Великобритании того года и получил награду Английской шахматной федерации Игрок года.
В 2008 году последовал подъём его рейтинга Эло. Стал чемпионом Великобритании по быстрым шахматам в 2008, 2009 и 2010 годах. В августе 2009 Хауэлл впервые стал чемпионом Великобритании, набрав 9 из 11. В декабре 2009 стал третьим на турнире в Лондоне. В августе 2013 года  во второй раз стал чемпионом Великобритании, набрав 9½ очков из 11. На следующий год разделил на чемпионате Великобритании первое место с Джонатаном Хокинсом.
В августе 2015 имел рейтинг 2712, впервые набрав более 2700 баллов.
В составе национальной сборной участник трёх шахматных Олимпиад (в 2008, 2010 и 2012 годах). На Олимпиаде  2008 года в Дрездене набрал 7½ очков из 11, сборная Англии заняла 15-е место.

## Спортивные достижения
| Год  | Город   | Турнир                    | + | − | = | Результат | Место |
| ---- | ------- | ------------------------- | - | - | - | --------- | ----- |
|      |         |                           |   |   |   | из        |       |
| 2008 | Дрезден | 38-я олимпиада            | 5 | 1 | 5 | 7½ из 11  |       |
| 2009 | Лондон  | 1-й международный турнир  | 1 | 0 | 6 | 9 из 21   | 3     |
| 2010 | Биль    | 43-й международный турнир | 1 | 3 | 5 | 3½ из 9   | 9     |
| 2010 | Лондон  | 2-й международный турнир  | 0 | 3 | 4 | 4 из 21   | 7     |

## Изменения рейтинга
| Графики недоступны из-за технических проблем. См. информацию на Фабрикаторе и на mediawiki.org. |

## Комментарии
1. ↑  За победу давали 3 очка и 1 за ничью.
2. ↑  За победу давали 3 очка и 1 за ничью.